# 孙一弓
孙一弓（1968年9月—2015年4月5日），男，浙江杭州人，电视及电台主持人，发明者，艺名“马丁”。

## 生平
1968年9月出生，毕业于杭州电子科技大学，主修电子工程专业。资深电台及电视主持人,1997年开始活跃在浙江省各大广播频道与电视台。
主持了《电脑世界》、《音乐每天》、《HI马丁》、《数字马丁》、《超级火星人》、《IT也疯狂》等电视电台节目，影响了一代浙江省听众与观众。
马丁生前爱好繁多，是一个十足的技术控。生前酷爱钓鱼，有着资深的垂钓经验。早年创办了5151.NET网站。马丁精通电子音乐、流行乐，主持生涯初期就以音乐节目为主。数码产品发烧友。2014年主导研发N95+空气净化器。

## 讣告
2015年4月5日清明节下午，孙一弓在返乡祭祖后回杭途中，突发心脏骤停不幸离世，享年47岁。 